# Cotopaxi
O vulcão Cotopaxi localiza-se no Equador, e é um dos mais altos vulcões no mundo. O Cotopaxi encontra-se a cerca de 75 km a sul de Quito.
Desde 1738 já ocorreram mais de 50 erupções neste vulcão. Em volta do vulcão encontram-se numerosos vales formados por lahares. A cidade de Latacunga já foi completamente destruída duas vezes em resultado das erupções deste vulcão. As erupções mais violentas ocorreram em 1744, 1768 e em 1877. A última grande erupção ocorreu em 1904, ocorrendo também alguma atividade em 1942.
Iniciou-se uma erupção em 14 de Agosto 2015. 

## Ligações Externas
- web.archive.org - igepn.edu.ec
- Smithsonian, Programa Vulcanismo Global, Cotopaxi